# Priapulus caudatus
Espèce
Synonymes
- Priapus humanus Linnaeus, 1758
- Holothuria priapus Linnaeus, 1767
- Hirudo annulis Olafsen, 1772
- Priapulus vulgaris Cuvier, 1836
- Priapulus hibernicus McCoy, 1845
- Priapulus brevicaudatus Ehlers, 1861
- Priapulus glandulifera Ehlers, 1861
- Lacazia hibernica de Quatrefages, 1865
- Priapulus multidentatus Möbius, 1873
- Priapulus intermedius Lenz, 1878
- Priapulus pygmaeus Verrill, 1885
- Priapulus humanus de Guerne, 1888
- Priapulus c. var. antarticus Skorikov, 1902
- Priapulus c. var. kristinebergensis
 Hérubel, 1904
- Priapulus c. var. mofjordinensis
 Hérubel, 1904
- Priapulus tuberculatospinosus japonicus
 Murina & Starobogatov, 1961
- Priapulus profundus
 Sanders & Hessler, 1962

Priapulus caudatus est une espèce de vers marins de l'embranchement des Priapulida du nord de l'océan Atlantique et de l'océan Arctique.